# シャッター アイランド
『シャッター アイランド』（英: Shutter Island）は、2010年のアメリカ映画。原作はデニス・ルヘインによる同名のミステリー小説「Shutter Island」。監督マーティン・スコセッシ・主演レオナルド・ディカプリオの4度目の作品。
2009年8月、パラマウント映画は本作の公開を2009年10月2日から2010年2月19日へと延期した。日本では2010年4月9日に公開。

## あらすじ
1954年、連邦保安官テディ・ダニエルズ（レオナルド・ディカプリオ）とチャック・オール（マーク・ラファロ）ら捜査部隊は、ボストン港の孤島（シャッターアイランド）にあるアッシュクリフ精神病院を訪れる。この島でレイチェル・ソランドという女性が、「4の法則。67は誰？」（The law of 4. Who is 67?）という謎のメッセージを残して行方不明となった。強制収容されている精神異常犯罪者たちの取り調べを進める中、その病院で行われていたマインドコントロールの事実が明らかとなる。
捜査を進めていく中で連邦保安官の2人は、島に謎が多すぎることに不信感を強めていく。

## キャスト
| 役名                           | 俳優                         | 日本語吹替 |
| ------------------------------ | ---------------------------- | ---------- |
| テディ・ダニエルズ             | レオナルド・ディカプリオ     | 加瀬康之   |
| チャック・オール               | マーク・ラファロ             | 志村知幸   |
| ジョン・コーリー医師           | ベン・キングスレー           | 有本欽隆   |
| ドロレス・シャナル             | ミシェル・ウィリアムズ       | 宮島依里   |
| レイチェル・ソランド           | エミリー・モーティマー       | 高橋理恵子 |
| ジェレマイアー・ネーリング医師 | マックス・フォン・シドー     | 坂口芳貞   |
| ジョージ・ノイス               | ジャッキー・アール・ヘイリー | 青山穣     |
| アンドルー・レディス           | イライアス・コティーズ       | 辻親八     |
| エセル・バートン               | パトリシア・クラークソン     | 一柳みる   |
| 警備隊長                       | テッド・レヴィン             | 向井修     |
| マクフィアソン副警備隊長       | ジョン・キャロル・リンチ     | 石住昭彦   |
| ピーター・ブリーン             | クリストファー・デナム       | 河相智哉   |
| フェリーの船長                 | マシュー・カウルズ           | 秋元羊介   |
| 看護師マリノ                   | ネリー・サイウット           |            |

## キャッチコピー
1. ｢精神を病んだ犯罪者だけを収容する島から､一人の女性が消えた—。｣
2. ｢この島は､何かがおかしい。｣
3. ｢全ての謎が解けるまで､この島を出ることはできない。｣

日本では「衝撃のラスト」という触れ込みで宣伝され、上映前には「この映画のラストはまだ見ていない人には決して話さないでください」「登場人物の目線や仕草にも注目しましょう」という旨のテロップが入った。また映画の謎解きに集中するために「二度見キャンペーン」や原版に忠実な「超吹き替え版」の上映も行われた。
途中に何度も登場する幻想シーンではジョン・ケージの曲が多用されている。